# Antonio Pica

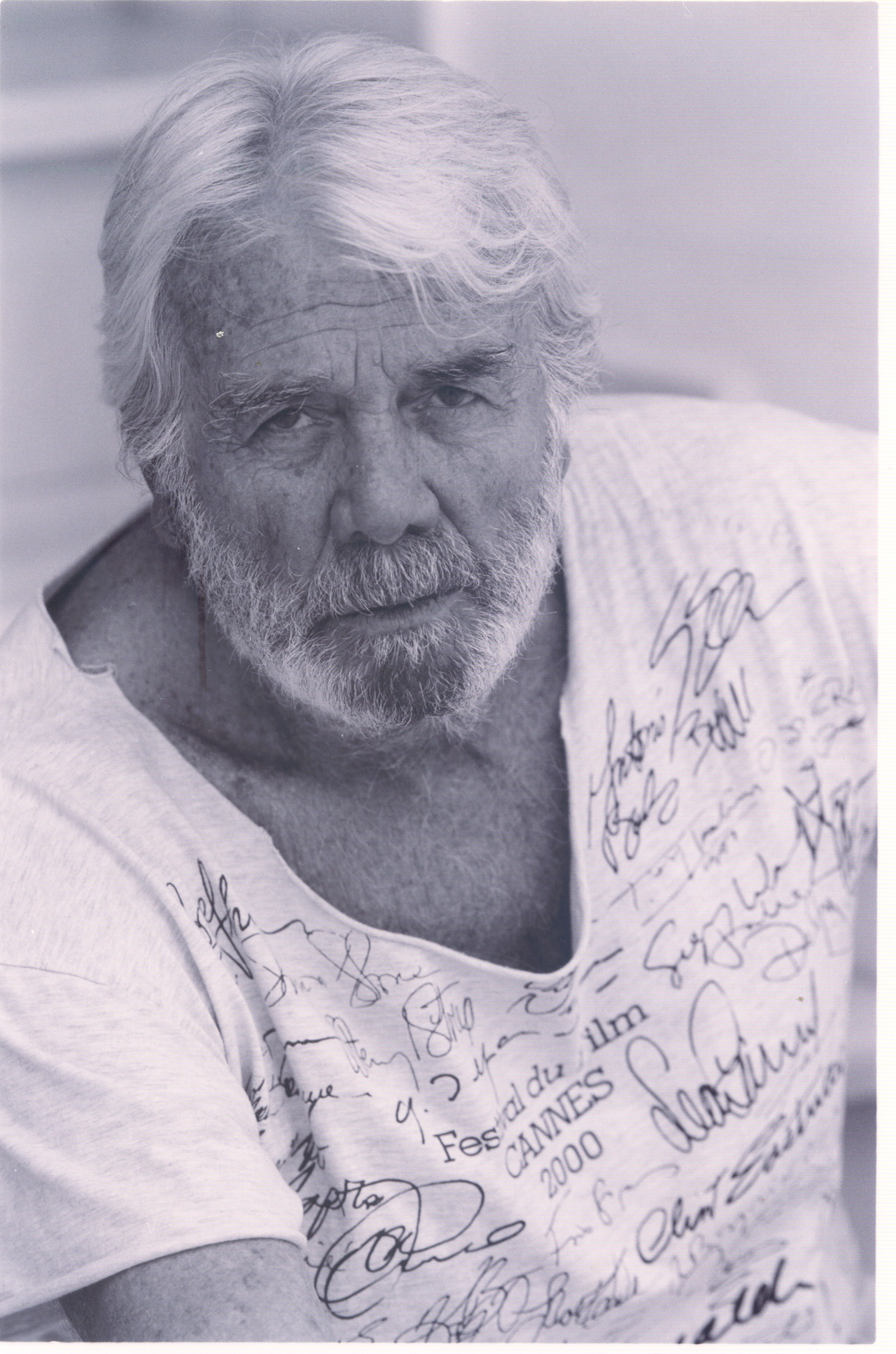
Antonio Pica (1999)

Antonio de la Santísima Trinidad Pica Serrano (* 24. Februar 1931 in Jerez de la Frontera, Spanien; † 26. April 2014 in Cádiz, Spanien) war ein spanischer Schauspieler.

## Leben und Wirken
Antonio Pica wuchs in der Nähe von Sevilla auf. Nach seinem Militärdienst arbeitete er 11 Jahre lang in Algerien als Taucher für einen Ölkonzern. Im Jahr 1961 kehrte er nach Spanien zurück. Seine Schauspielerkarriere begann Mitte der 1960er Jahre. Er wurde durch Nebenrollen in Filmen von José María Forqué, Jesús Franco oder Mariano Ozores bekannt, wirkte in über 70 Spielfilmen mit und trat mit Stars wie Sophia Loren und Christopher Plummer vor die Kamera. Im deutschen Fernsehen hatte er kurze Auftritte in den Serien Im Auftrag von Madame, Kara Ben Nemsi Effendi und Es muß nicht immer Kaviar sein.

## Filmografie (Auswahl)
- 1964: Der Untergang des Römischen Reiches (The Fall of the Roman Empire)
- 1965: Der Spion, der in die Hölle ging (Corrida pour un espion)
- 1966: Sechs Pistolen jagen Professor Z (Comando de asesinos)
- 1966: Atom-Alarm Planquadrat goldene 7
- 1966: Himmelhunde mögen’s heiß
- 1966: Karten auf den Tisch
- 1966: Lola, espejo oscuro
- 1967: Bandidos
- 1967: Die Hexe ohne Besen (Una bruja sin escoba)
- 1967: Dos cruces en Danger Pass
- 1967: Mister Dynamit – Morgen küßt Euch der Tod
- 1967: Sein Steckbrief ist kein Heiligenbild (El hombre que mató a Billy el Niño)
- 1967: Töte, Django (Se sei vivo spara)
- 1967: Come rubare un quintale di diamanti in Russia
- 1967: Scheideweg einer Nonne
- 1968: Cuidado con las señoras
- 1968: Ein Schuss zuviel (Dos hombres van a morir)
- 1968: Satanik
- 1968: Un diablo bajo la almohada
- 1969: Um sie war der Hauch des Todes (Los desesperados)
- 1969: Die wahre Geschichte des Frank Mannata
- 1969: El taxi de los conflictos
- 1969: Hombre en la trampa
- 1969: Die Rechnung zahlt der Bounty-Killer (La morte sull'alta collina)
- 1969: Pagó cara su muerte
- 1969: Panzerschlacht an der Marne
- 1969: S.O.S. invasión
- 1969: Santo frente a la muerte
- 1970: Santo contra los asesinos de la mafia
- 1970: The Underground
- 1970: Una señora llamada Andrés
- 1970: Manos torpes
- 1971: Der feurige Pfeil der Rache (L’arciere di fuoco)
- 1971: Die dummen Streiche der Reichen (La folie des grandeurs)
- 1971: Españolas en París
- 1971: La novicia rebelde
- 1972: Reisen mit meiner Tante (Travels with my Aunt)
- 1973: Die Rebellion der lebenden Leichen (La rebelión de las muertas)
- 1973: Die Stunde der grausamen Leichen (El jorobado de la morgue)
- 1973: Fünf Himmelhunde auf dem Weg nach Tobruk
- 1973: Los mil ojos del asesino
- 1973: Santo contra el doctor Muerte
- 1974: El último viaje
- 1974: Los ojos azules de la muñeca rota
- 1974: Una mujer prohibida
- 1975: Kara Ben Nemsi Effendi (Fernsehserie, 1 Folge)
- 1975: Im Auftrag von Madame (Fernsehserie, 1 Folge)
- 1975: Zwiebel-Jack räumt auf (Cipolla colt)
- 1975: Ah sì? E io lo dico a Zzzzorro!
- 1975: Tres suecas para tres Rodríguez
- 1975: Una abuelita de antes de la guerra
- 1976: El misterio de la perla negra
- 1977: Es muß nicht immer Kaviar sein (Fernsehserie, 1 Folge)
- 1997: Licántropo: El asesino de la luna llena
- 2003: F.C. De Kampioenen (Fernsehserie, 1 Folge)